# Turmhügel Straßkirchen
Der Turmhügel Straßkirchen ist eine abgegangene mittelalterliche Turmhügelburg (Motte) 650 m südsüdwestlich der Pfarrkirche St. Stephan von Straßkirchen, einer niederbayerischen Gemeinde im Landkreis Straubing-Bogen. Die Anlage wird als Bodendenkmal unter der Aktennummer D-2-7142-0301 mit der Beschreibung „verebneter Turmhügel des späten Mittelalters und der frühen Neuzeit mit zugehörigem Wirtschaftshof“ geführt.

## Beschreibung
Der Turmhügel Straßkirchen lag unmittelbar nördlich des Irlbachs. Auf dem Urkataster von Bayern kann man einen ringförmigen, von einem Wassergraben umgebenen Burgplatz von etwa 25 m im Durchmesser erkennen; nördlich davor lag eine Vorburg mit einem Bauernhof. Der Burgplatz und der Wassergraben sind zwischenzeitlich eingeebnet; im Osten ist der Verlauf des ehemaligen Ringgrabens durch Bewuchsunterschiede noch nachvollziehbar. Heute ist er durch den nordöstlich liegenden Hof Lindenstraße 27 weitgehend überbaut.